# Vera u procesu ozdravljenja bolesnika
Vera u procesu ozdravljenja bolesnika je složen odnos između religioznog pacijent i Boga, koji moleći se Bogu, postiže određeni indirektni oblik kontrole nad svojom bolešću. Takvi bolesnici veruju da nisu sami u svojoj borbi i da je Bog lično zainteresovan za njih, i da želi da im pomogne u procesu ozdravljenja. U prilog ovome idu istraživawa po kojima je kod religioznih bolesnika daleko veća verovatnoća i sigurnost da će se striktno pridržavati propisane terapije, ishrane i vežbanja, ili ako medicinsku nauku kombinuju s molitvom koja bodri i istovremeno pruža utehu pacijentima, ishod lečenja je bolji.
Volja bolesnika da ozdravi igra i te kako značajnu ulogu u postupku lečenja. Iako reči „lečenje” i „lek” često zamenjujemo jednu sa drugom, oni nisu sinonimi. Ponekad „nikakav lek” ne postoji za određenu bolest, pa ipak se ljudi osećaju „izlečenim, a to se dešava onda kada se ljudi pomire sa samim sobom i prihvate da žive sa svojom bolešću, kao u slučajevima astme, dečje paralize i drugih bolesti. A u tom pomirenju medicinska nauka kombinovana s molitvom koja bodri i istovremeno pruža utehu pomaže pacijentima, da se osećaju bolje ili osećaju „izlečenim”.
Duhovnost daje smisao značenju života. Duhovna pitanja koja mogu biti nerazvijena već dugi niz godina često su eksterijerirana prema kraju čovekovog postojanja. Opasnost i agonija utiču na celu osobu i često su povezani sa značenjem koje pacijent povezuje sa svojim simptomima. Dugotrajnost i blagostanje su noviji izazovi sa kojima se savremena medicina mora baviti. Duhovnost, kvalitet života, mentalno zdravlje i životna filozofija moraju biti adekvatno naglašeni u medicinskom obrazovanju i obuci radi poboljšanja postojećih standarda u kliničkoj negi.

## Opšta razmatranja o veri i izlečenju
Bolest ne lišava čoveka slobode da bira između vere i neverja, već mu samo pomaže da napravi taj izbor svesnije i odgovornije od zdravog čoveka. I pred bolesnim čovekom se sa svom jasnošću pojavljuje pitanje: zbog čega mu je bolest ugrozila ovozemaljaki život sa svim njenim radostima i stradanjima? Svako će očigledno imati svoj sopstevni odgovor. Ali ako teška bolest ne privodi uvek ka Bogu, onda ona u svakom slučaju daje povod za razmišljanje o Njemu, stvara se duhovna atmosfera, u kojoj misli o Bogu postaju aktuelne čak i za one koji su pre bolesti bili potpuno ravodušni prema religiozniom pitanjima. I možda se ipak nešto menja u njihovom srcu., odnsono veri.
Postoje bolesnici, čije isceljenje zahteva najkomplikovanije operacije, teško lečenje, ali ni to ne garantuje pozitivan rezultat. I pored svega, to je šansa, koju treba bolesnik da iskoristi, kako god mizerno ona izgledala. A ima i bolesnika kod kojih je bolest tek u začetku, kada je lekar 90% ubeđen u uspešan ishod lečenja. Ali on je u svakom slučaju obavezan da donese odluku da li da se bolesnik leči ili ne. A to znači da lekar preuzima na sebe veoma veliku odgovornost za posledice.

U naučnoj medicini ne postoji statistika o većem preživljavanju verujućih bolesnika. Ali većina lekara se slaže da verujući ljudi podnose bolest s većim trpljenjem. I možda upravo religiozno iskustvo pomaže verujućim ljudima da se s poverenjem odnose prema lekaru koji ih leći, jer je i u Bibliji rečeno: 
podaj lekaru čast koja mu pripada, jer ga je Gospod stvorio, i od Višnjega je – isceljenje 
. A takvi povreljivi, lični odnosi lekara i bolesnika su jako važan faktor u procesu lečenja. Jer kod onih bolesnika, koji se skeptično odnose prema naporima lekara koji ih leče i samoj operaciji, i postoperativni period protiče teže, i ima više komplikacija. I lekarima je psihološki teže da rade s takvim pacijentima. Verujući bolesnici sami naprave u sobi kutak sa ikonama, svećama, i u njoj nalaze spas za unutarpsihičke tegobe vezane za bolest.
Ali i neverujući ljudi kada dodju kod lekara i saznaju za svoju bolest, takođe veoma često počinju da preosmišljavaju svoj život u religioznim kategorijama. Mnogo je slučajeve, kada je bolesnik dobivši dijagnozu raka, počinjao da traži uzročno-posledične veze svoje bolesti s načinom života koji je vodio pre bolesti. I na kraju bi zaključio – bolest mi je data radi toga i toga, ili je vezana za neke konkretne grehe. Slične reči mogu se čuti i od ljudi koji su sebe pre bolesti smatrali potpuno neverujućima.
Neki ljudi prilaze veri kada saznaju za svoju bolest. Drugi – u postoperativnom periodu ili posle toga, u periodu kontrole, kada s vremena na vreme dolaze kod lekara na pregled. Bolesniici polako počinju da shvataju da ih je rukama lekara spasao Sam Gospod, počinju da odlaze u crkvu, da se mol a ima i onih koje bolest ne privodi k Bogu. Prošavši bolest, operaciju, teško lečenje, oni i dalje ostaju neverujući i takvih ljudi ima mnogo.
Verujući čovek zna, da se njegovo lično postojanje ne završava fizičkom smrću tela i da će posle smrti morati da odgovara pred Bogom za to kako je proživeo svoj ovozemaljski život. Ti ljudi koji shvataju da im nije ostalo još mnogo od života, trude se da preostalo vreme ispune dobrim delima, pokajanjem, i da koliko je moguce očiste svoju dušu od greha, koji su ih možda i priveli na bolesničku postelju.
Neverujući ljudi saznavši da će uskoro možda umreti, reaguju na to sasvim drugačije. Za njih je period posle operacije ostatak života, za kojim sledi potpuno nepostojanje. I u svojoj težnji da se maksimalno nauživaju u tom ostatku oni ponekad počinju da žive toliko bezobrazno, da o tome ne treba pričati.

## Odnos nauke i vere prema zdravlju i bolesti
Vera i nauka su osavno odvojene i postavljaju međusobno sasvim drugačija shvatanja ljudske prirode. Njihova prezentacija u zajedničkom kontekstu dovodi do pogrešnog shvatanja i naučne teorije i verskih shvatanjima. Insistiranje na odvajanju nauke i vere, povezano je sa Frejdovim krajnje negativnim viđenjem vere i njegovim direktnim uticajem na psihijatriju – dijagnostičku klasifikaciju, teoriju istraživanja i praksu, što je dovelo do ignorisanja ili patologiziologizacije verske i duhovne dimenzije života.
Borba protiv bolesti uživa najveću prednost. U svim se visokorazvijenim zemljama enormno se povećavaju izdatci za zdravstvene usluge. U skladu sa najvećom vrijednosti koja se pridaje zdravlju, lekari i medicinska sestra uživaju kao zvanje najveći prestiž. Sve je danas podvrgnuto profitu, a zdravlje kao najveća vrednota još više stimuliše farmaceutsku industriju, osiguravajuće kuće, velike medicinske centre i sve ostale koji su usko vezani uz zdravlje ljudi, da uvere čovečanstvo kako im jedino njihovi proizvodi i usluge mogu pomoći da tu vrednotu u svome životu ostvare. Posete salonima za fitness doživljava svoj bum; i iskazuje najveće stope povećanja u pogledu ponašanja u slobodno vreme. “Zdravi stil života” najviše se propagira kroz medije. Više od 60% nemačkog stanovništva među svoje osobne vrijednosne orijentacije ubrajaju „održavanje telesne kondicije u starosti”. Ideal postaje uživati svoj život do smrti, po mogućnosti bez ikakve bolesti i patnje. Potisnuta navedenim religija, koja je ranije bila najveća vrednota, u današnjem se društvu nalazi na dnu lestvice vrednota, jer se sve se vrti oko zdravlja i njegovog očuvanja po svaku cenu. 
U ovim izrazito kriznim vremenima slabljenje pa čak i gubitak globalnog horizonta smisla u životima velikog broja ljudi čine da briga za zdravlje i traženje novih puteva lečenja postaju mnogima sve više i više središnja životna vrednost. Biti zdrav, osećati se dobro, moći se izlečiti, moći dugo živeti, za mnoge je naše savremenike, puno važnije od problema kako odvojiti istinu od laži, dobro od zla.
Duhovnost se odnosi na fizičko i mentalno zdravlje. Poboljšana i delotvorna međuljudska komunikacija između lekara i pacijenata, koristeći okruženje zasnovano na verujućim osobama, od suštinskog je značaja za optimalnu kliničku negu. Kako u ovoj oblasti nauka nastavlja da istražuje ovaj složeni odnos između duhovnosti, religije i medicine, treba ga podsticati multidiciplinarnim pristupima koji uključuju veru, neurobiologiju i psihologiju.
Holistički pristup nauke
Čovek je uvek žudio za višim osećanjima u svom životu. Od antičkih doba, ljudska bića su pokušala da istraže i ocene odnos između duhovnosti, religije i medicine. Duhovnost, kvalitet života i mentalno zdravlje uvek su bile za čoveka fascinantne i uzvišene. Religija i duhovnost igraju suštinsku ulogu u pružanju pomoći pacijentima sa terminalnim bolestima i hroničnim zdravstvenim stanjima. U tom smislu potrebe, želje i perspektive pacijenta u oblasti religije i duhovnosti treba rešavati  i u standardnoj kliničkoj nezi. 
Imajući u vidu da postoje strukturirani i pouzdani instrumenti za procenu odnosa duhovnosti, religije i zdravlja, u tom smislu potrebne su nove naučne studije u oblasti duhovnosti i savremene medicine, čija istraživanja bi trebala biti usmerena ka tome da savremena medicina đto više bude holistična.

## Promene u gledanju medicinske nauke na veru
U skladu sa savremanim događanjima u svetu, Evropi, pa i na Balkanskom popuostrvu, poslednjih deset godina došlo je do pozitivnih promena u smislu pravilnog postavljanja uloge vere u procesu ozdravljenja bolesnika. Na to je uticala činjenicu kako se u pojedinim okolnostima ne može raspolagati sa zdravljem, bolešću i smrću, bezobzira na sve tekovine savremene medicine. 
 
Svetske zdravstvena organizacija (SZO) zdravlje definiša kao 
Stanje potpunog fizičkog, mentalnog i društvenog blagostanja, a ne samo kao jednostavnu odsutnost bolesti li nemoći.

Na osnovu stručnog - zapadnog gledanja na medicinu zdravlje se definšea kao 
blagostanje čitavog organizma, odnosno njegovo dobro i uspešno funkcionisanje na telesnoj, emocionalnoj, društvenoj i duhovnoj osnovi osobnosti.
 A ovo gledište proisteklo je zadnjih deseti godina, nakon sprovedenih mnogih naučnih i stručnih istraživanja, u kojima je zajednički zaključak bio da postoji povezanost nivoa duhovnosti s poboljšanje simptoma različitih psihičkih (depresija, napetost, zavisnost, šizofrenija, prevencija samoubistava) i organskih poremećaja (kardiovaskularna oboljenja, dijabetes, reumatoidni artritis, multipla skleroza, maligne bolesti i dr.)
Veoma često uz tradicionalnu konfesionalnost ide i sujeverje „kao način prihvatanja sveta" i kao „Stil života", ali i kao izraz i plod socijalne zavisnosti u datom vremenskom određenju. A čovek, kao ljudska i intelektualna jedinka, veoma često bez obzira na vremensku distancu traži Boga. To je veoma česta pojava u biti ljudske vrste, bez obzira na stepen religioznosti ili prag ateizacije. Ljudski um je veoma često sklon svesnom odbacivanju Boga i istovremeno njegovom nesvesnom prizivanju. Dimenzija ovog raskoraka u svakom slučaju zavisi od trenutnog psihičkog i fizičkog stanja u organizmu. To znači da je u velikoj meri dozivanje Boga uslovljeno zdravstvenim stanjem čoveka, tim pre što svi dobro znamo onu narodnu poslovicu, po kojoj je „zdravlje najveće bogatstvo”.
Stil života današnjeg postmodernog društva donelo je sve više širenje shvatanja zdravlja kao „ovostrane religije”, a to je rezultovalo sakralizacijom zdravlja i ljudskog „Ja” što je u sukobu sa neizbežnim saznanjem o konačnosti ljudske egzistencije. Javljaju se neostvarive fantazije o svemoćnosti koje čoveka motivišu da posegne za magičnim sredstvima kontrole „Sebe” i sveta. Zahtev za neograničenom kontrolom, autonomijom i slobodom, vodi čoveka u nove zavisnosti: stvara zavisnost od medicine koja čoveku „obećava večni život”, o asketskom sportskom programu, o konzumiranju lekova, zdravog stila života i o neprestanim medicinskim zahvatima za poboljšanje zdravlja itd.
Hrišćanstvo i druge istorijski priznate i dokazane religije pružaju mugućnost da se medicinsko lečenje uklopi i integriše u sveukupnu koncepciju sretnog i ostvarenog života. Značajni elemen modernog društva je da se lečenje i duhovno spasenje opet na izvestan način približavaju. Tako se čovek lakše nosi sa činjenicom da u svakom periodu svoga života ne može uvek raspolagati zdravljem i bolešću premda vera doprinosi procesima ozdravljenja.
U srpskoj nacionalnoj tradiciji u zavisnosti od duhovnog i telesnog stanja jedinke religija veoma često nudi nadracionalno verovanje i objašnjenje kolektivnog rituala u cilju očišćenja čoveka. Religija, odnosno crkve, ovoga puta, nude niz nagrada i kazni u zavisnosti od dobrog ili lošeg ponašanja i vrste ljudskih dela. Srpska pravoslavna crkva, kao domaćin i posrednik između čoveka i Boga određena je odgovarajućim konfesionalnim sličnostima.

## Značaj vere u procesu ozdravljenja
Međureligijski dijalog hrišćana sa pripadnicima „verifikovanihduhovnih tradicija” čovečanstva u ukazuje kako u središtu viševekovnog iskustava sa zdravljem, bolešću i lečenjem stoji uvek jedna integralna spasiteljska vizija, vera u Boga. U tom smisli samo celovita antropologija može doprineti razbijanju današnje u svemu veoma raširene ali ništa manje otuđujuće mitološke opsednutosti nužnošću dosezanja i očuvanja „savršenog zdravlja”. 
Učenje i viševekovna iskustva drugih religija, posebno onih istočnih, npr. hršćanima su ukazale (a oni to prihvatili) na vrlo korisne savete i konkretne načine uspostavljanja sklada duhovnog i telesnog, mentalnog i emotivnog u čoveku.
Važno je naglasiti da je danas nepotpuni, tržišno potencirani holizam novih religijskih pokreta, s njihovom mešavinom elemenata naučne medicine, alternativnih medicina i terapijskih molitava i obreda, za mnoge hriščane veoma privlačna ponuda koja na duži rok može dovesti do rastakanja biblijskog realizma tradicionalnog hršćanskog načina ophođenja s fenomenom zdravlja i bolesti.
Duhovna anamneza kao medicinska veština od lekara zahteva; dobro znanje, dosta vremena i strpljenja, a uči se kroz praktičan rad. Anamneza mora da bude potpuna i zato se sva pitanja postavljaju po tačno određenom redosledu. Dužina razgovora zavisi od stručnosti ispitivača i prirode oboljenja. Tokom razgovora ispitivač mora razlikovati bitne od beznačajnih podataka, a postavljena pitanja i prikupljeni podaci ne smeju narušavati autoritet bolesnika. Zato je za kvalitetnu duhovnu anamnezu, neophodno da ispitivač stekne povrenje kod bolesnika, i na taj način izbegne ispuštanje značajnih podataka o sadašnjoj bolesti.

## Medicina kombinovana s molitvom
Na Jejl univerzitetu u studiji sa 2.812 starijih ljudi koji nisu nikad ili su retko išli na misu u crkvu, kod gotovo dvostruko više ispitanika utvrđena je veća učestalost moždanog udara nego kod oni koji su samo nedeljom odlazili u crkvu. 

Profesor Herbert Benson s harvardskog Medicinskog fakulteta, koji je uključio veru i proce lečenja utvrdio je da je ona doprinosi izlečenju. Ako se uzme u obzir da je 60 do 90% poseta lekaru zbog nekog oboljenja povezan sa stresom (visok krvni pritisak, neplodnost, nesanica i srčane bolesti) Benson je pokazao da opuštena stanja koja idu uz molitvu i meditaciju, smanjuju uticaj stres-hormona, kao što su noradrenalin i adrenalin. Po njemu 
...ponavljanje molitve usporava ritam srčanih otkucaja i disanja, smanjuje krvni pritisak i čak usporava moždane električne talase, sve bez lekova ili hirurškog zahvata.
Stres takođe oštećuje imuni odbrambeni sistem,izaziva lućenje upalnog agensa interleukin-6, koji je povezan s češćom pojavom hroničnih bolesti, dijabetesom, rakomi srčanih oboljenja. Dr Kening je našao visoke koncentraciju interleukina-6 u krvi kod ljudi koji retko odlaze u crkvu. Oni, pak, koji nisu redovno odlazili na mise, imali su znatno manje nivoe interleukina-6 u krvi. Za očekivati je da će se vernici bolje nositi sa svakodnevnim stresovima,i to se objašnjava njihovim jačim imunim sistem.

Doktorka Iris Kiz, internistkinja, nakon spprovedenih istraživanja u državnoj bolnici u Baltimoru, kaže 
...da je tokom niza godina svog rada uvidela da je kod religioznih pacijenata daleko veća verovatnoća i sigurnost da će se striktno pridržavati propisane terapije, ishrane i vežbanja, ako medicinsku nauku kombinuju s molitvom koja bodri i istovremeno pruža utehu pacijentima...
 da istraju ponekad u dugotrajnim medicinskim postupcima lečenja npr. kod malignih i teških hroničnih bolesti.

## Odlazak u crkvu i lečenje?
Odgovor na ovo pitanje dala su brojna istraživanja između kojih su i ova:
U jednom ispitivanju sprovedenom na 455 starijih bolničkih pacijenata, na primer, dr Kening je našao:
da su oni koji su odlazili u crkvu više od jednom nedeljno, boravili u bolnici na lečenju prosečno četiri dana. Oni, pak, koji nisu nikad ili retko odlazili u crkvu, bili su hospitalizovani oko 10 do 12 dana.

U studiji sprovedenoj na Medicinskom fakultetu u Dartmutu, utvrđeno je 
...da su srčani bolesnici imali 14 puta veću verovatnoću da će umreti nakon hirurškog zahvata, ako se nisu uključili u grupne aktivnosti i ako nisu našli utehu i osećaj olakšanja u religiji.

Ispitivači u Izraelu koji su obavili istraživanje sa 3.900 ispitanika koji su živeli u kibucima i koje je trajalo šesnaest godina ustanovili su da su: 
...religiozni ljudi imali 40 odsto manju smrtnost od srčanih bolesti i raka, nego ostali sugrađani.
Unazad desetak godina nakon što su naučnici sve više počeli da izveštavaju o sličnim nalazima, kao rezultat toga, sve više bolesnika počinje da prihvata ulogu koju vera ima u procesu izlečenja.

## Literatura
- Groleau D, Whitley R, Lespérance F, Kirmayer LJ. „Spiritual reconfigurations of self after a myocardial infarction: Influence of culture and place”. Health Place. 16: 853—60. 2010..
- Williams JA, Meltzer D, Arora V, Chung G, Curlin FA. „Attention to inpatients' religious and spiritual concerns: Predictors and association with patient satisfaction”. J Gen Intern Med. 26: 1265—71. 2011..
- Lunder U, Furlan M, Simonič A. „Spiritual needs assessments and measurements”. Curr Opin Support Palliat Care. 5: 273—8. 2011..
- Rasinski KA, Kalad YG, Yoon JD, Curlin FA. „An assessment of US physicians' training in religion, spirituality, and medicine”. Med Teach. 33: 944—5. 2011..
- Ford DW, Downey L, Engelberg R, Back AL, Curtis JR. „Discussing religion and spirituality is an advanced communication skill: An exploratory structural equation model of physician trainee self-ratings”. J Palliat Med. 15: 63—70. 2012..
- Vermandere M, De Lepeleire J, Smeets L, Hannes K, Van Mechelen W, Warmenhoven F, et al. Spirituality in general practice: A qualitative evidence synthesis. Br J Gen Pract. 2011;61:e749–60.
- Kozak L, Boynton L, Bentley J, Bezy E. „Introducing spirituality, religion and culture curricula in the psychiatry residency programme”. Med Humanit. 36: 48—51. 2010..
- Monod S, Brennan M, Rochat E, Martin E, Rochat S, Büla CJ. „Instruments measuring spirituality in clinical research: A systematic review”. J Gen Intern Med. 26: 1345—57. 2011..
- Peter C, Müller R, Cieza A, Geyh S. „Psychological resources in spinal cord injury: A systematic literature review”. Spinal Cord. 50: 188—201. 2012..